# Constituição da União Soviética

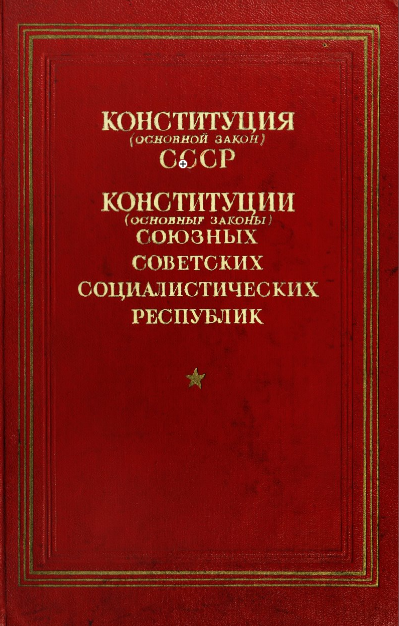
Constituiçõe soviética de 1936

As Constituições da União Soviética eram três versões da Constituição da União das Repúblicas Socialistas Soviéticas (União Soviética) em vigor de 31 de Janeiro de 1924 a 26 de Dezembro de 1991.

## Cronologia das constituições soviéticas
- Constituição soviética de 1924 - adotada em 31 de janeiro de 1924
- Constituição soviética de 1936 - adotada em 5 de dezembro de 1936 ("Constituição de Stalin")
- Constituição soviética de 1977 - adotada em 7 de outubro de 1977 ("Constituição de Brejnev")

As Constituições da União Soviética foram modeladas após a Constituição Russa de 1918, estabelecida pela República Socialista Federativa Soviética Russa (RSFSR), o antecessor imediato e uma república constituinte da União Soviética. Essas constituições compartilhavam e mantinham as disposições mais básicas, incluindo a União Soviética como um estado socialista, a liderança da classe trabalhadora, as formas de propriedade social e exigiam um sistema de sovietes (conselhos) para exercer autoridade governamental. As constituições soviéticas declararam certos direitos políticos, como liberdade de expressão, liberdade de reunião e religião, e em consonância com a ideologia marxista-leninista do estado, também identificaram uma série de direitos econômicos e sociais, bem como um conjunto de deveres de todos os cidadãos. As constituições soviéticas estabeleceram os órgãos do governo da União Soviética, delinearam os direitos democráticos e declararam que o legislador seria eleito em eleições periódicas. As constituições soviéticas tornaram-se progressivamente mais longas e detalhadas, apresentando mais artigos e disposições que ampliaram generosamente os direitos e liberdades do povo soviético, incluindo o direito à moradia e ao trabalho. A Constituição de 1936 recebeu emendas em 1944 para permitir que as repúblicas constituintes da União Soviética fossem reconhecidas como estados soberanos no direito internacional, resultando na República Socialista Soviética da Ucrânia e na República Socialista Soviética da Bielorrússia juntando-se à Assembléia Geral das Nações Unidas como membros fundadores em 1945.
A Constituição de 1924 e a Constituição de 1936 foram promulgadas pelo Congresso dos Sovietes, o órgão supremo da União Soviética desde a sua fundação em 1922. O Congresso dos Sovietes se dissolveu após a promulgação da Constituição de 1936, substituindo-se como órgão supremo de governo pelo Soviete Supremo da União Soviética, que mais tarde promulgou a Constituição de 1977.
Aparentemente, as constituições soviéticas se assemelhavam às adotadas no Ocidente, mas as diferenças entre as constituições soviética e ocidental ocultavam suas semelhanças. As constituições soviéticas serviram principalmente como um meio de legalizar e justificar o estado unipartidário e o governo totalitário do Partido Comunista da União Soviética (CPSU), que estavam de fato desde a fundação da União Soviética. As duas últimas constituições soviéticas declararam o "papel de liderança" do PCUS no governo e na sociedade. Muitos direitos constitucionais não foram respeitados e o PCUS os violou abertamente devido à repressão política generalizada na União Soviética . Os cidadãos não tinham remédio legal a seguir se o Estado não respeitasse seus direitos porque a lei soviética enfatizava os direitos econômicos e sociais sobre os direitos civis e políticos. Legalmente, o PCUS reprimiu os direitos constitucionais, projetando leis para atender às suas necessidades ou tornando-as nulas e sem efeito, contradizendo outras leis soviéticas. Um exemplo deste último inclui a Constituição de 1977, que introduz uma emenda que concede o direito oficial das repúblicas constituintes de se separar da União Soviética, prometido em constituições anteriores. No entanto, os artigos 74 e 75 declaravam que quando um círculo eleitoral soviético introduzia leis em contradição com o Soviete Supremo, as leis do Soviete Supremo substituíam qualquer diferença legal, mas a lei da União que regulava a secessão não era fornecida até os últimos dias da União Soviética. O degelo de Khrushchev sob Nikita Khrushchev, de 1953 a 1964, viu maiores tentativas de respeitar a constituição, mas o início da Era de Estagnação de Leonid Brezhnev reverteu essas tentativas.
Durante a perestroika, no final dos anos 80, a Constituição de 1977 ajudou a fornecer uma estrutura para o surgimento de uma democracia estendida.
A Constituição da União Soviética foi efetivamente revogada com a dissolução da União Soviética em 26 de dezembro de 1991.